# Talang Paruh
Talang Paruh is een bestuurslaag in het regentschap Merangin van de provincie Jambi, Indonesië. Talang Paruh telt 561 inwoners (volkstelling 2010).